# Dar"ja Bilodid
Dar"ja Hennadiïvna Bilodid (in ucraino Дар'я Геннадіївна Білодід?; Kiev, 10 ottobre 2000) è una judoka ucraina.
Figlia del judoka Hennadij Bilodid, ai campionati mondiali 2018 di Baku, ancora diciassettenne, è diventata la più giovane di sempre a vincere una medaglia d'oro.

## Palmarès
- Giochi olimpici

Tokyo 2020: bronzo nei 48 kg.
- Mondiali

Baku 2018: oro nei 48 kg.
Tokyo 2019: oro nei 48 kg.
- Giochi europei

Minsk 2019: oro nei 48 kg.
- Europei

Varsavia 2017: oro nei 48 kg.
- Campionati mondiali cadetti:

Sofia 2015: oro nei 44 kg.
Vantaa 2016: oro nei 48 kg.
- Campionati europei cadetti:

Sarajevo 2015: oro nei 44 kg.
- Campionati europei juniores:

Malaga 2014: oro nei 48 kg.

### Vittorie nel circuito IJF
| Data             | Località   | Paese       | Categoria  |
| ---------------- | ---------- | ----------- | ---------- |
| 17 novembre 2017 | L'Aia      | Paesi Bassi | Grand Prix |
| 19 gennaio 2018  | Tunisi     | Tunisia     | Grand Slam |
| 10 febbraio 2018 | Parigi     | Francia     | Grand Slam |
| 23 febbraio 2018 | Düsseldorf | Germania    | Grand Slam |
| 27 agosto 2018   | Zagabria   | Croazia     | Grand Prix |